# NAC in het seizoen 1959/60
Het seizoen 1959/1960 was het zesde jaar in het bestaan van de Bredase betaaldvoetbalclub NAC. De club kwam uit in de Eredivisie en eindigde daarin op de vijfde plaats.

## Wedstrijdstatistieken

### Eredivisie
|       | ADO   | Ajax  | Blauw-Wit | DOS   | DWS/A | Elinkwijk | Sportclub Enschede | Feijenoord | Fortuna '54 | MVV   | PSV   | Rapid JC | Sittardia | Sparta | Volendam | VVV   | Willem II |
| ----- | ----- | ----- | --------- | ----- | ----- | --------- | ------------------ | ---------- | ----------- | ----- | ----- | -------- | --------- | ------ | -------- | ----- | --------- |
| Thuis | 3 – 2 | 2 – 1 | 1 – 2     | 1 – 4 | 2 – 2 | 1 – 1     | 2 – 1              | 0 – 0      | 1 – 5       | 3 – 1 | 1 – 3 | 1 – 1    | 5 – 1     | 3 – 0  | 3 – 1    | 4 – 1 | 3 – 1     |
| Uit   | 4 – 1 | 3 – 0 | 4 – 3     | 1 – 2 | 1 – 2 | 0 – 0     | 1 – 2              | 1 – 1      | 1 – 1       | 0 – 2 | 2 – 0 | 0 – 0    | 0 – 1     | 3 – 0  | 1 – 0    | 1 – 1 | 3 – 4     |

## Statistieken NAC 1959/1960

### Eindstand NAC in de Nederlandse Eredivisie 1959 / 1960
| Stand | Gespeeld | Gewonnen | Gelijk | Verloren | Punten | Doelpunten voor | Doelpunten tegen |
| ----- | -------- | -------- | ------ | -------- | ------ | --------------- | ---------------- |
| 5e    | 34       | 15       | 9      | 10       | 39     | 56              | 53               |

### Topscorers
| Competitie \| # \| Naam \| \| \| ----------------- \| ----------------- \| -- \| \| 1. \| Frans Bouwmeester \| 11 \| \| 2. \| Theo Laseroms \| 10 \| \| 3. \| Leo Canjels \| 8 \| \| 4. \| Louis Overbeeke \| 6 \| \| 5. \| Hein van Gastel \| 4 \| \| 5. \| Johnny Geraeds \| 4 \| \| 5. \| Cock Luyten \| 4 \| \| 5. \| Jacques Visschers \| 4 \| \| 9. \| Tiest van Dongen \| 3 \| \| 10. \| Jan van Helden \| \| \| Onbekend doelpunt \| \| \| \| – \| Onbekend \| 1 \| \| Totaal \| Totaal \| 56 \| |                   |      |
| # | Naam              | Goal |
| 1. | Frans Bouwmeester | 11   |
| 2. | Theo Laseroms     | 10   |
| 3. | Leo Canjels       | 8    |
| 4. | Louis Overbeeke   | 6    |
| 5. | Hein van Gastel   | 4    |
| 5. | Johnny Geraeds    | 4    |
| 5. | Cock Luyten       | 4    |
| 5. | Jacques Visschers | 4    |
| 9. | Tiest van Dongen  | 3    |
| 10. | Jan van Helden    |      |
| Onbekend doelpunt |                   |      |
| – | Onbekend          | 1    |
| Totaal | Totaal            | 56   |

## Voetnoten
ADO ·
Ajax ·
Blauw-Wit ·
DOS ·
DWS/A ·
Elinkwijk ·
Sportclub Enschede ·
Feijenoord ·
Fortuna '54 ·
MVV ·
NAC ·
PSV ·
Rapid JC ·
Sittardia ·
Sparta ·
Volendam ·
VVV ·
Willem II